# Warner Bros. Animation
Warner Bros. Animation, Inc. – amerykańskie studio animacji, należące do Warner Bros., produkujące filmy i seriale animowane.
Studio rozpoczęło swoją działalność w 1980 roku, zastępując Warner Bros. Cartoons.

## Filmografia
| FILMY | FILMY                                        | FILMY                                    | FILMY             | FILMY                |
| Rok   | Tytuł USA                                    | Tytuł POL                                | Data premiery USA | Data premiery POL    |
| ----- | -------------------------------------------- | ---------------------------------------- | ----------------- | -------------------- |
| 1993  | Batman: Mask of the Phantasm                 | Batman: Maska Batmana                    | 25 grudnia 1993   | 1994                 |
| 1996  | Space Jam                                    | Kosmiczny mecz                           | 15 listopada 1996 | 30 stycznia 1997     |
| 1998  | Quest for Camelot                            | Magiczny miecz – Legenda Camelotu        | 15 maja 1998      | 25 września 1998     |
| 1999  | The Iron Giant                               | Stalowy gigant                           | 31 lipca 1999     | 12 maja 2000         |
| 2001  | Osmosis Jones                                | Osmosis Jones                            | 10 sierpnia 2001  | 29 września 2003     |
| 2003  | Looney Tunes: Back in Action                 | Looney Tunes znowu w akcji               | 9 listopada 2003  | 20 lutego 2004       |
| 2014  | The Lego Movie                               | Lego: Przygoda                           | 6 lutego 2014     | 7 lutego 2014        |
| 2016  | Storks                                       | Bociany                                  | 23 września 2016  | 14 października 2016 |
| 2017  | The Lego Batman Movie                        | Lego Batman: Film                        | 10 lutego 2017    | 9 lutego 2017        |
| 2017  | The Lego Ninjago Movie                       | Lego Ninjago: Film                       | 22 września 2017  | 22 września 2017     |
| 2018  | Smallfoot                                    | Mała Stopa                               | 20 września 2018  | 28 września 2018     |
| 2019  | The Lego Movie 2:The Second Part             | Lego Przygoda 2                          | 6 lutego 2019     | 8 lutego 2019        |
| 2024  | The Lord of the Rings: War of the Rohirrim   | Władca pierścieni: Wojna Rohirrimów      | 13 grudnia 2024   | 13 grudnia 2024      |
| 2025  | Looney Tunes: Porky and Daffy Save the World | Looney Tunes: Porky i Daffy ratują świat | 31 stycznia 2025  | 31 stycznia 2025     |
| 2026  | Coyote vs. Acme                              | Coyote vs. Acme                          | 2026              | 2026                 |

## Seriale animowane

### Lata 90. XX wieku
- 1990 – Przygody Animków
- 1991 – Taz-Mania
- 1992 – Batman
- 1993 – Animaniacy
- 1995 – Sylwester i Tweety na tropie
- 1995 – Pinky i Mózg
- 1995 – Freakazoid!
- 1996 – Superman
- 1997 – Nowe przygody Batmana
- 1998 – Histeria
- 1999 – Batman przyszłości

### Lata 2000–2009
- 2001 – Looney Tunes: Maluchy w pieluchach
- 2001 – Liga Sprawiedliwych
- 2002 – Mucha Lucha
- 2002 – Ozzy i Drix
- 2002 – Co nowego u Scooby’ego?
- 2003 – Młodzi Tytani
- 2003 – Kaczor Dodgers
- 2003 – Xiaolin – pojedynek mistrzów
- 2004 – Liga Sprawiedliwych bez granic
- 2004 – Batman
- 2005 – Krypto superpies
- 2005 – Strażackie opowieści
- 2005 – Johnny Test
- 2005 – Loonatics Unleashed
- 2006 – Całkiem nowe przygody Toma i Jerry’ego
- 2006 – Kudłaty i Scooby Doo na tropie
- 2008 – Batman: Odważni i bezwzględni

### Lata 2010–2019
- 2010 – Scooby Doo i Brygada Detektywów
- 2010 – Mad
- 2010 – Liga Młodych
- 2011 – The Looney Tunes Show
- 2011 – ThunderCats
- 2011 – Zielona Latarnia
- 2011 – DC Nation Shorts
- 2013 – Młodzi Tytani: Akcja!
- 2013 – Beware the Batman
- 2014 – Tom i Jerry Show
- 2014 – Mike Tyson Mysteries
- 2015 – Justice League: Gods and Monsters Chronicles
- 2015 – Wyluzuj, Scooby Doo!
- 2015 – Królik Bugs: Serial Twórców Zwariowanych Melodii
- 2015 – Nowe Zwariowane Melodie
- 2015 – Królikula
- 2015 – Vixen
- 2016 – Justice League Action
- 2017 – Kicia Rożek
- 2019 – Harley Quinn
- 2019 – DC Super Hero Girls(inne języki)
- 2019 – Scooby Doo i… zgadnij kto?
- 2019 – Green Eggs and Ham(inne języki)

### Lata 20. XXI wieku
- 2020 - Animaniacy (druga wersja)
- 2020 - ThunderCats Roar!
- 2020 - Zwariowane melodie: Kreskówki
- 2020 - Yabba Dabba Dinozaury!
- 2021 - Gremlins: Secrets of the Mogwai(inne języki)
- 2021 - Jellystone!
- 2021 - Tom i Jerry w Nowym Jorku
- 2021 - Tom and Jerry: Special Shorts
- 2022 - Bzikowersytet Animków
- 2022 - Batwheels - geneza
- 2022 - Batwheels
- 2022, 2023 - Poznaj Batwheelsy
- 2022 - Królik Bugs: Nowe Konstrukcje
- 2022, 2023 - Królik Bugs: Nowe Konstrukcje - Czas założyć kask!
- 2023 - Tom and Jerry (wyprodukowany w Singapurze, USA)
- 2023 - Velma
- 2023 - Moje przygody z Supermanem
- 2023 - Babylon 5: The Road Home?
- 2023 - Świąteczna przygoda małego Batmana
- 2024 -  Batman: Mroczny mściciel